# Dangerous Waters
Pour plus de détails, voir Fiche technique et Distribution.
Dangerous Waters est un film américain réalisé par Lambert Hillyer, sorti en 1936.

## Synopsis
Tandis que son mari est en mer, faisant face à une mutinerie au sein de son propre équipage, une femme entretient une liaison avec le meilleur ami de son époux.

## Fiche technique
- Titre : Dangerous Waters
- Réalisation : Lambert Hillyer
- Scénario : Richard Schayer, Hazel Jamieson (en) et Malcolm Stuart Boylan (en) d'après une histoire de Theodore Reeves
- Photographie : Harry Forbes
- Montage : Murray Seldeen (en)
- Société de production : Universal Pictures
- Pays de production : États-Unis
- Format : Noir et blanc - 1,37:1
- Genre : drame
- Durée : 66 minutes
- Date de sortie : 1936

## Distribution
- Jack Holt : Jim Marlowe
- Robert Armstrong : 'Dusty' Johnson
- Grace Bradley : Joan Marlowe
- Diana Gibson (en) : Ruth Denning
- Charles Murray : Chef McDuffy
- Willard Robertson : Bill MacKeechie
- Guy Usher : Capitaine Denning
- Dewey Robinson : Chips
- Edward Gargan : Bosun
- Edwin Maxwell : Mr Brunch
- Richard Alexander : Hays
- Walter Miller : Oleson
- Donald Briggs (en) : l'intendant
- John 'Dusty' King : le marin chantant